# Маликов, Дмитрий Юрьевич
Дми́трий Ю́рьевич Ма́ликов (род. 29 января 1970, Москва) — советский и российский эстрадный певец, композитор, пианист, дирижёр, продюсер, актёр театра и кино, телеведущий. Народный артист Российской Федерации (2010). Награждён Орденом Дружбы (2015).
Участник фестиваля «Песня года». Лауреат премий «Золотой граммофон», «Овация», «Top Hit Music Awards», «World Music Awards», Русской Музыкальной Премии Телеканала RU.TV и других.

## Биография

### Семья
Отец — Юрий Фёдорович Маликов (род. 6 июля 1943), народный артист России, создатель и художественный руководитель ВИА «Самоцветы». Мать — Людмила Михайловна Вьюнкова (род. 2 апреля 1945) — солистка Московского мюзик-холла. Сестра — Инна Маликова (род. 1 января 1977) — заслуженная артистка Российской Федерации, руководитель и солистка группы «Новые Самоцветы». На четверть является татарином, однако он не определился представителем какой национальности себя считать.

### Детство и образование
Детство Дмитрия Маликова прошло на Преображенке. Родители часто были на гастролях, и Дима много времени проводил с бабушкой, Валентиной Феоктистовной Вьюнковой (1914—2008). С 5 лет начал заниматься музыкой. Окончил музыкальную школу. В 1985—1989 годах учился в музыкальном училище при Московской консерватории, а в 1994 году с отличием окончил Московскую государственную консерваторию (по классу фортепиано) у педагога В. В. Кастельского.

### Творчество

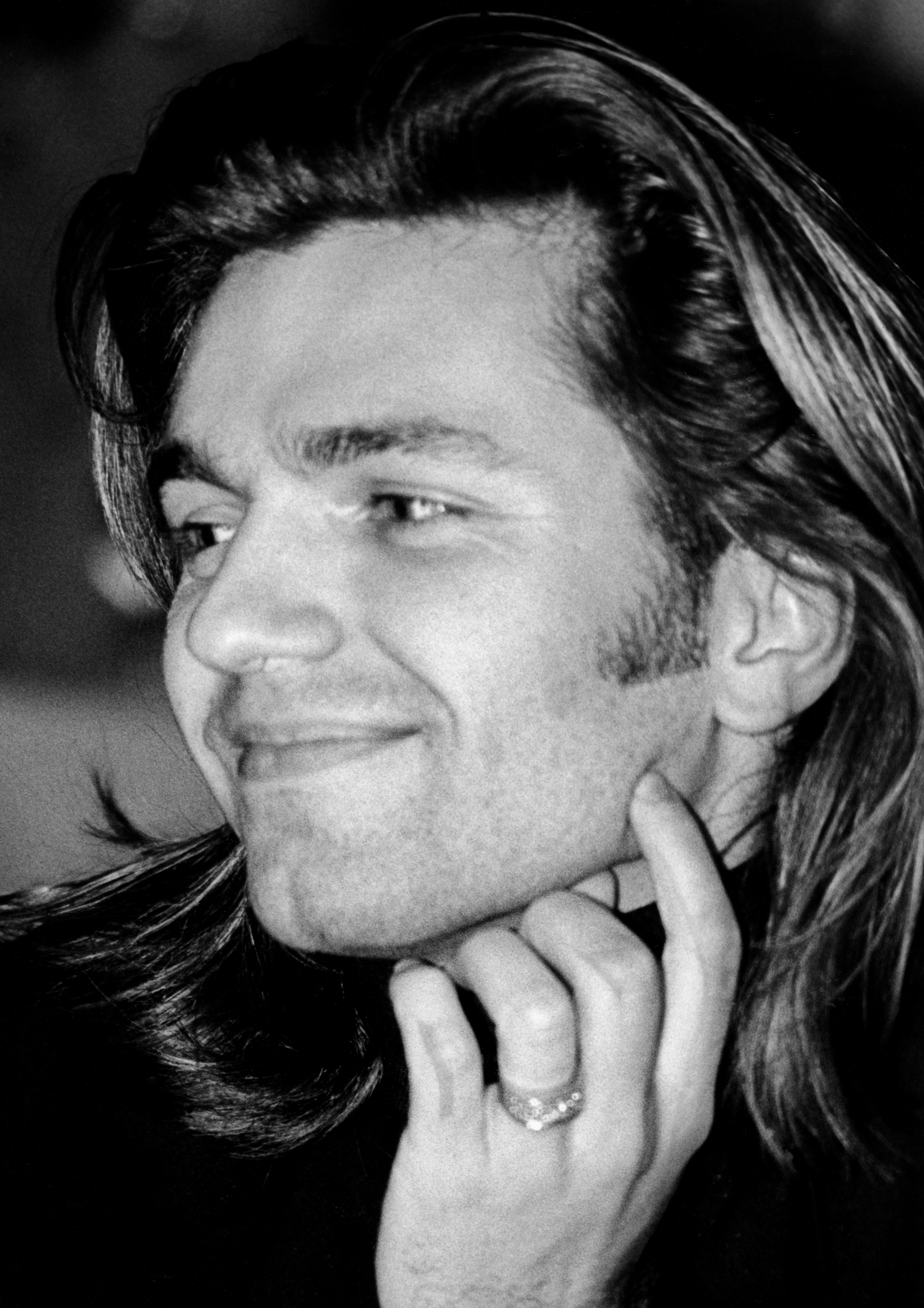
Дмитрий Маликов в 1995 году

Свою первую песню, которая называется «Железная душа», Дмитрий Маликов записал в 14 лет. Чуть позднее им были записаны песни «Солнечный город», «Я пишу картину», а также «Дом на облаке», которую исполнила Лариса Долина. Его теледебют состоялся в 1986 году в программе «Шире круг», где молодой музыкант исполнил свою песню на стихи Лилии Виноградовой «Я пишу картину». В 1987 году в программе «Утренняя почта» выступил с песней «Терем-Теремок».
25 июня 1988 года в Парке Горького с песнями «Лунный сон» на стихи Лилии Виноградовой и «Ты моей никогда не будешь» на стихи Давида Самойлова, Дмитрий Маликов впервые вышел на большую сцену и сразу же стал популярным. Так, по итогам «Звуковой дорожки» газеты «Московский комсомолец» за 1988 год Маликов был признан «Открытием года». Конец восьмидесятых принёс ему славу — Дмитрий Маликов дважды признан «Певцом года» (1989—1990). В новогоднем «Огоньке» 1989 года Маликов представил свою новую песню «До завтра» на стихи Александра Шаганова. Песня вошла в список «100 лучших песен XX века по версии Европы Плюс», заняв 80-ю строчку.
24 ноября 1990 года Дмитрий Маликов впервые выступил с двумя сольными концертами на главной концертной площадке СССР — в СК «Олимпийский», а в 1991 году выпустил свой дебютный альбом «Поиски души», который был переиздан в 1993 году под названием «С тобой».
В 1993 году на экраны вышел фильм режиссёра Александра Прошкина «Увидеть Париж и умереть», где Маликов сыграл роль молодого пианиста Юрия Орехова. Также в 1993 году, в Германии, был издан сингл «Don’t Be Afraid» в исполнении дуэта «Baroque», состоящего из голландской певицы Оскар и Дмитрия Маликова. Их дуэт, где он выступил в роли композитора, аранжировщика и пианиста, неоднократно приглашали принять участие в музыкальных шоу немецкого телевидения.
В 1994 году вышел сборник песен артиста — «До завтра». Его соавторами выступили Александр Шаганов, Лилия Виноградова, Владимир Баранов, Сергей Костров. Альбом пользовался большим успехом. «Лунный сон», «Ты моей никогда не будешь», «До завтра», «Всё вернётся», «Сторона родная», «Брачный кортеж» — эти и другие песни достигли вершин российских хит-парадов.
В альбом «Иди ко мне», который вышел в 1994 году, музыкант помимо песен, исполненных сольно, включил две инструментальные пьесы собственного сочинения («Письмо в альбом» и «Вальсок»), а также дуэт с Ларисой Долиной — «Осенняя звезда» («Звезда Рождества»). В 1995 году Маликов был приглашён на седьмой ежегодный фестиваль в Монте-Карло The World Music Awards, где он исполнил песню «Нет, ты не для меня» и получил Гран-при фестиваля в номинации Worlds best-selling recording-artist of the year.
Параллельно с карьерой эстрадного певца много времени уделяет классической музыке. В 1995 году в телепрограмме «Парадиз-коктейль» исполнил концерт Ференца Листа с оркестром под управлением Константина Кримеца. В 1996 году Маликов выпустил новый альбом под названием «Сто ночей», в котором популярная музыка сочетается с классическими и народными традициями. Две песни из этого альбома в 1996 году получили награды — «Перекрёсток» принёс Маликову первый «Золотой граммофон», а песня «Выпью до дна» была удостоена приза зрительских симпатий на фестивале «Поколение».
В 1997 году прошли фортепианные концерты Дмитрия Маликова в Штутгарте (Германия), а весной этого же года он выпустил свой первый альбом инструментальной музыки, получивший название «Страх полёта». Музыка с этого диска прозвучала в ряде документальных фильмов и программ российского телевидения. Как пианист Маликов сольно выступал с симфоническими оркестрами «Виртуозы Москвы» под управлением Владимира Спивакова, «Солисты Москвы» под управлением Юрия Башмета, «Musica Viva» под управлением Александра Рудина, оркестром Константина Кримеца и другими.
В 1998 году вышел его пятый песенный альбом «Звезда моя далёкая», презентация которого прошла во Дворце молодёжи. Клип на заглавную песню альбома стал лауреатом фестиваля видеоклипов «Поколение». Также Дмитрий получил две статуэтки «Золотой граммофон» за песни «Ты одна, ты такая» (1997), а в 1998 году лауреатом премии стала песня «Звезда моя далёкая», которая также заняла 12-ю строчку в итоговом чарте «Европы Плюс» за 1998 год.
В 1999 году Дмитрий Маликов получил звание Заслуженного артиста России. В 2000 году ему вручили премию «Овация» в номинации «За интеллектуальный вклад в развитие молодёжной музыки». В том же году музыкант выпустил новый альбом «Бисер». Песня из этого альбома под названием «С Днём рождения, мама» в 1999 году была удостоена «Золотого граммофона».
В 1999—2004 годах Маликов был продюсером группы «Plazma».
В 2001 году Дмитрий Маликов выпустил свой второй инструментальный альбом, «Игра». В него вошли фортепианные обработки популярных российских песен. На зимней олимпиаде в Сочи, олимпийская чемпионка по фигурному катанию Юлия Липницкая выступила под фортепианную обработку песни Марка Минкова «Не отрекаются любя», представленную в этом альбоме.
В 2002 году вышел новый песенный альбом артиста «Love Story». Три песни из этого альбома — «Птицелов» (2001), «Love Story» (2002), и «Кто тебе сказал» (2003) получили премию «Золотой граммофон». В 2001 году композиция «Птицелов» заняла 28-ю позицию в годовом чарте «Европы Плюс».
В 2007 году Дмитрий Маликов стал лауреатом Премии Попова в номинации «Радиохит» (исполнитель). По данным проекта TOPHIT.RU, его песня «С чистого листа» прозвучала в эфире русскоязычных радиостанций мира 442 061 раз в период с 1 января 2005 по 1 сентября 2006 года. Также, в этом году, Маликов становится лауреатом премии «Овация» в номинации «Лучший исполнитель».
В 2007 году Маликов представил авторский проект инструментальной музыки «Pianomania», над которым работал в течение нескольких лет. Так в апреле 2007 года состоялись премьерные концерты в Театре Оперетты, а также вышла новая инструментальная пластинка музыканта «Pianomania».
В середине 2008 года вышел новый альбом Маликова. Диск получил название по заглавной песне «С чистого листа», за исполнение которой в 2005 году он получил «Золотой граммофон». Также на диске представлены две версии песни «Ты и я», одна из которых записана совместно с Еленой Валевской для сериала «И всё-таки я люблю…» (режиссёр — Сергей Гинзбург). Музыку для этого фильма, вышедшего на экраны в 2007 году, написал Дмитрий Маликов, а в 2008 году вышел одноимённый альбом музыканта, в котором были представлены саундтреки к фильму.
22 декабря 2008 года Маликов был награждён почётной премией Российского авторского общества «За вклад в развитие науки, культуры и искусства».
«Моя, моя» — 12-й альбом музыканта, вышедший в 2009 году. Он состоит из 12 композиций, две из которых — ремиксы на популярные песни «Моя, моя» и «Радио-Осень». Практически все песни в альбоме написаны Дмитрием Маликовым, за исключением композиции «Расцвела сирень» (муз. И. Дунаевского, сл. В. Лебедева-Кумача).
25 мая 2010 года Дмитрию Маликову за большие заслуги в области музыкального искусства присвоено звание народного артиста Российской Федерации.
Весной 2010 года на сцене ММДМ состоялся фортепианный концерт Дмитрия Маликова и Ричарда Клайдермана «Мелодии любви», а в конце года, во Франции, Маликов представил проект «Simphonic Mania», в котором выступил не только как автор идеи и пианист, но и как дирижёр оркестра.
В 2011 году на сцене Государственного Кремлёвского дворца Дмитрий Маликов презентовал подобное шоу в Москве. Оно получило название «Pianomania Classic». Эта программа была показана также в Санкт-Петербурге и Астане. Часть средств, вырученных от продажи билетов на эти концерты, пошла на строительство реабилитационного центра для слепоглухих детей, возведением которого занимался благотворительный фонд «Проникая в сердце», созданный Маликовым в 2011 году.
С 2011 года Дмитрий Маликов является композитором и участником Московского международного фестиваля «Круг света». В 2012 году в сопровождении Балтийского симфонического оркестра Маликов исполнил свою сюиту на празднике выпускников «Алые паруса» в Санкт-Петербурге.
В 2012 году в рамках проекта «Pianomania» вышел новый инструментальный альбом Маликова «Panacea», который включает в себя 13 фортепианных композиций объединённых идей о том, что музыка может положительно влиять на самочувствие человека. Альбом продавался, в том числе, и в аптеках сети «36.6».
С 2012 года Дмитрий Маликов начал заниматься образовательной деятельностью в рамках благотворительного проекта «Уроки Музыки», направленного на развитие и поддержку детского музыкального образования в нашей стране. «Уроки Музыки» представляют собой интерактивное шоу, в котором музыкант сочетает свой творческий опыт и общение с детьми. Творческие встречи с артистом проходят в различных российских городах и сёлах. За годы существования проекта мастер классы посетили более нескольких сотен тысяч детей из более чем 200 населенных пунктов. На одной сцене с музыкантом выступили более полутора тысяч учащихся музыкальных школ.
В течение 4 лет (с сентября 2012 года по сентябрь 2016 года) Дмитрий Маликов был ведущим популярной детской передачи «Спокойной ночи, малыши!». С его приходом в передаче стало уделяться больше внимания музыке.
В первом сезоне «Битвы хоров», вышедшей на российские телеэкраны в 2012 году, Дмитрий Маликов выступил в качестве наставника хора из Санкт-Петербурга, занявшего 3 место. В 2013 году артист представлял хор из Москвы.
В 2013 году музыкант отметил 25-летие творческой деятельности. К этому событию был приурочен выход его нового альбома 25+. Новый диск включает в себя 14 треков, в том числе инструментальную композицию «Робин Гуд».
1 апреля 2014 года в Московском международном доме музыки состоялся концерт Дмитрия Маликова и шведского пианиста Роберта Уэллса при участии Симфонического оркестра Москвы «Русская филармония», под управлением шведского дирижёра Ульфа Ваденбрандта.
Также в течение 2014 года Дмитрий Маликов работал над новой инструментальной пластинкой «Café Safari», которую выпустил к своему 45-летию в качестве подарка для зрителей концерта, который проходил 29 января, в концертном зале Crocus City Hall. На диске представлены 12 инструментальных композиций, каждая из которых напоминает музыкальное путешествие, наполненное впечатлениями от разных стран, культур, музыкальных традиций.
6 ноября 2015 года на сцене Московского международного дома музыки состоялся сольный фортепианный концерт Дмитрия Маликова «От самого сердца», где он представил свои лучшие инструментальные произведения. За этот концерт Маликов был удостоен премии «Fashion New Year Awards 2016» от телеканала «Fashion TV» Россия.

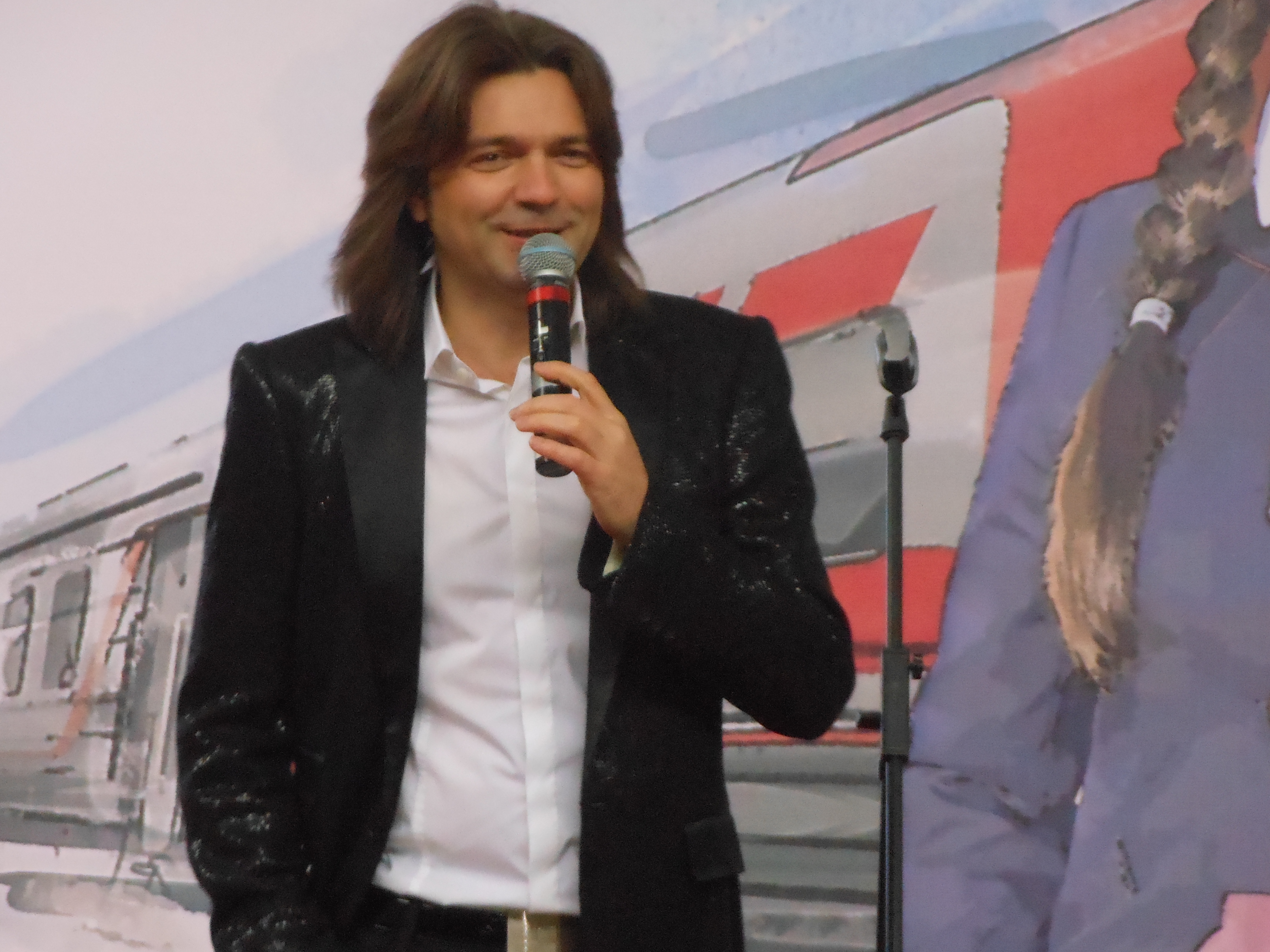
Дмитрий Маликов выступает перед пассажирами на Казанском вокзале в Москве 25 апреля 2013 года

В 2015 году Дмитрию Маликову присвоено звание народный артист Республики Северная Осетия-Алания, а 12 декабря 2015 года за заслуги в области культуры он получил орден Дружбы.
В продолжении проекта «Уроки музыки», в мае 2016 года состоялась премьера музыкального образовательного спектакля «Перевернуть игру», где Дмитрий Маликов выступил автором идеи, продюсером, актёром и музыкантом. «Перевернуть игру» — это семейный музыкальный спектакль в жанре edutainment, когда обучение проходит в виде развлечения. В первую очередь создатели спектакля адресуют постановку подросткам и молодым людям, а также их родителям, педагогам и всем тем, кто любит музыку и театр.
Маликов рассказал об идее создания спектакля:

Эта идея родились из моего желания продолжать свою просветительскую деятельность … Мне хотелось дать новую почву для разговора между родителями и детьми, расширить круг их тем. Так родилась идея такого мультиспектакля. Я пришёл к мнению, что это должен быть именно драматический спектакль, с сюжетной линией, постановкой, с интересными зрелищными костюмами, декорациями.

В спектакле представлена как классическая, так и современная музыка, рассказано об истории возникновения блюза, джаза и рок-н-ролла.
Спектакль гастролирует по России и ближнему зарубежью.
В 2025 году спектакль "Перевернуть Игру" становится лауреатом художественно-патриотического фестиваля «Театр Победы» в номинации «Культурный фронт. Классическая музыка».
20 ноября 2016 года на YouTube-канале «Versus Battle» был опубликован баттл «Замай VS СД», в котором Маликов принял участие в качестве одного из судей. 8 марта 2017 года на YouTube-канале «Big Russian Boss Show» вышел двадцатый выпуск шоу, ведущими которого были рэп-исполнители Big Russian Boss и Young P&H. Гостем этого выпуска, который за несколько дней собрал миллионы просмотров, был Дмитрий Маликов. 18 мая 2017 года вышел совместный клип Маликова и видеоблогера Юрия Хованского «Спроси у своей мамы», который в тот же день попал в тренды и по итогам 2017 года по версии Google попал в Топ-10 самых просматриваемых видео в России. В мае Маликов дал интервью ведущему Юрию Дудю, которое набрало миллионы просмотров.
Артист проводит творческие встречи с молодёжью: в июне в Московском музее современного искусства он прочёл курс лекций на тему «Survival — Выживание», а в декабре встречался с воспитанницами пансиона МО РФ. Подобные встречи проходят не только в Москве, но и в других российских городах.
В октябре 2017 года по итогам голосования в деловом сегменте интернет индустрии Дмитрий Маликов стал обладателем награды «Celebrity Index» в номинации «Медиаперсона года» на церемонии вручения профессиональной премии в области интернет коммуникаций Adindex Awards 2017. По мнению редакции и выбору пользователей портала Леди Mail.Ru, Маликов был признан «Лучшим блогером 2017 года».
На концерте в день рождения Маликов представил свой мини-альбом «Как не думать о тебе» (2017 год), на заглавную песню которого позже был снят клип. Всего в альбом вошло 5 композиций, одна из которых инструментальная — под названием «Водичка и облака», посвящена Иосифу Бродскому.
В 2018 году Дмитрий Маликов отметил 30-летний юбилей творческой деятельности. Им была подготовлена новая сольная программа «30 лет. Лучшее», включающая в себя песенные и инструментальные хиты. В апреле музыкант представил новый сингл «Последний романтик». Позже Маликов совместно с Astero записал песню «Всё будет», которая стала лауреатом премии «Золотой Граммофон» 2019 года. Благодаря этим хитам певец стал лауреатом музыкальной премии «Top Hit Music Awards 2019» в номинации «Радиовозвращение года».
С июня по август 2019 года в центре современного искусства М’АРС проходила голографическая выставка ФАНТАЗМ по мотивам клипа на сингл Дмитрия «Танцуй моя любовь». Данный проект возник из творческого союза Музыканта Дмитрия Маликова, фотохудожника Романа Кадария и режиссёра и продюсера Елены Кипер. По замыслу создателей выставки каждый посетитель выставки мог почувствовать себя участником съёмочного процесса, получив необычный сенсорный и эмоциональный опыт с помощью новых технологий в искусстве.
31 января 2020 года в концертном зале «Crocus City Hall» состоялся юбилейный концерт Маликова, посвящённый его 50-летию, «Внезапно 50».
В июне 2021 года в рамках ежегодного фестиваля «Жара», который проходил в Москве, состоялся трибьют Маликова. В октябре 2021 года был выпущен диск «Я тебя знаю», в который вошли 11 песен, прозвучавших на творческом вечере.
4 декабря 2021 года Дмитрий Маликов выступил с симфоническим оркестром в Дубае на церемонии открытия Национального Дня России на EXPO 2020. Специально для этого Маликовым была написана сюита, включающая в себя фрагменты русской классической музыки, народного фольклора и авторской музыки композитора. Также в сюиту вошла кинематографическая версия трека «Нас не догонят», которая была подготовлена Маликовым к трибьюту группы «Тату», который состоялся в ноябре 2021 года.
В начале декабря 2021 года состоялся релиз нового альбома Маликова «Мир пополам», который включил в себя 8 композиций разных авторов. На момент выхода альбома, две песни — «Всё будет», записанная с музыкантами из группы Astero (лауреат премии «Золотой Граммофон» 2019 года) и «Мир без твоей любви» (лауреат премии «Золотой Граммофон» 2021 года) были удостоены премии Русского Радио. Ещё одна песня с этого альбома, «Ночь Расскажет», получила премию Русского Радио в 2022 году.
В январе 2022 года Маликов выпустил свой седьмой инструментальный альбом «Парад планет», презентация которого состоялась в ноябре 2021 года в Доме музыки в рамках проекта PIANOMANIЯ. В альбом вошли девять композиций, объединённых космической темой. По результатам голосования на информационном портале MUSECUBE
«Парад Планет» был признан лучшим альбомом 2022 года.
В апреле 2022 года представил свой новый альбом «Отражения» (Музыка для тех кто хочет быть счастливым), который включает в себя 12 фортепианных пьес.
В июне 2022 года состоялась премьера нового альбома Дмитрия Маликова «Мы ещё встретимся». Альбом включает в себя 10 песен, записанных в период с 2016 по 2022 год, в сотрудничестве с разными авторами, в числе которых хип-хоп исполнители Витя АК, Rickey F и Loc-Dog, продюсер Александр Лев и группа «Estradarada» (Александр Химчук). Также в альбоме представлен дуэт с Юлией Началовой «Не отпускай».
В сентябре 2022 года на Первом канале вышло музыкальное развлекательное телешоу «Фантастика», Маликов вошёл в состав жюри этого проекта.
В начале декабря 2022 года был издан мини-альбом «Здравствуй, Новый год». Он включает в себя 6 песен с новогодним настроением. В том числе кавер-версии известной песни «Снежинка» из кинофильма «Чародеи». По данным музыкального портала TopHit, опубликованным в конце 2022 года, песня заняла четвёртую строчку в Топ 10 популярных новогодних и рождественских радиохитов.
В марте 2023 года в рамках фестиваля «Триумф джаза» Маликов представил программу PIANOMANIЯ JAZZ. Программа была показана в Москве, Санкт-Петербурге, Красноярске и Сочи.
12 апреля 2023 года на презентации приложения «Звук» Дмитрий выступил с рэпером ST. Артисты представили совместную программу, в которой соединили инструментальную музыку и поэзию. В мае стал лауреатом XII премии телеканала RU.TV в номинации «За вклад в развитие музыкального бизнеса».
24 июня 2023 года на сцене Зелёного театра ВДНХ состоялся большой концерт Дмитрия Маликова, посвящённый 35-летию его творческой деятельности.
В июле 2023 года Дмитрий возглавил жюри походившего в Витебске ХХХII Международного фестиваля искусств «Славянский Базар».
В конце ноября при поддержке Президентского фонда культурных инициатив стартовало новое подкаст-шоу Дмитрия Маликова «По классике. Тайны великих шедевров», в котором он рассказывает о жизни и творчестве великих музыкантов. В студию к Дмитрию приходят известные деятели культуры. Специальная рубрика подкаста «Кухня великих шедевров» собирает творческие коллективы, в составе которых молодые исполнители, авторы, блогеры, они создают музыкальные треки на основе классических произведений.
В начале марта 2024 года на канале НТВ стартовало юмористическое шоу «Звёзды», в котором Дмитрий Маликов возглавил команду «Сборная России», впоследствии вышедшую в финал.
7 июня 2024 года артист выпустил новый альбом «За Туманами», в который вошли преимущественно не изданные ранее песни, а также одна инструментальная композиция.Два сингла с этого альбома являются лауреатами премии «Золотой Граммофон» — «Волшебная Моя» (2023 год) и «Когда-Нибудь» (2024 год)
В августе 2024 года Маликов приступил к съёмкам в новогодней комедии от телеканала ТНТ и студии SVERDЛOVSK «Звёзды в Сибири». В фильме, соавтором и продюсером которого выступил Сергей Светлаков, артисты отправляются на новогодний кооператив в Сибири, но оказываются в маленькой деревне. Режиссёром картины выступил Илья Фарфель.
«Весел и свеж» — так называется новый альбом Дмитрия в соавторстве с DJ Antonio, релиз которого состоялся 31 января 2025 года . Альбом представляет собой коллекцию ремейков на известные песни Маликова в танцевальном стиле..
28 февраля 2025 года совместно со стримером Пятёрка ("5opka", "Босс", "Главный 42 братуха") выпустил песню «Venom boy», которая за несколько дней набрала миллионы просмотров в Tik Tok.
20 марта 2025 года принял участие на совместной трансляции с поп-рейв исполнителем Lida, на площадке для онлайн-трансляций Twitch.

### Личная жизнь
Некоторое время сожительствовал с Натальей Ветлицкой.
В 1992 году познакомился с Еленой Изаксон (род. 14 февраля 1963), которая впоследствии стала его женой.
Дочь Стефания (род. 13 февраля 2000) — окончила гимназию Жуковка, выпускница факультета международной журналистики МГИМО, дизайнер и создатель собственного бренда одежды DressByStesha.
Сын Марк (род. 24 января 2018).

## Дискография

### Основное
1. 1991 — Поиски души (Vinyl)
2. 1994 — Иди ко мне[127]
3. 1996 — 100 ночей[128]
4. 1997 — Страх полёта[129]
5. 1998 — Звезда моя далёкая[130]
6. 2000 — Бисер[131]
7. 2001 — Игра[132]
8. 2002 — Love Story[133]
9. 2007 — Pianomania[134]
10. 2008 — С чистого листа[135]
11. 2008 — И всё-таки я люблю…(саундтрек к фильму)
12. 2009 — Моя, моя[136]
13. 2012 — Panacea[137]
14. 2013 — 25+[138]
15. 2015 — Cafe Safari[139]
16. 2017 — Как не думать о тебе[140]
17. 2021 — Мир пополам[141]
18. 2022 — Парад планет[142]
19. 2022 — Отражения[143]
20. 2022 — Мы ещё встретимся[144]
21. 2022 — Здравствуй, Новый год[145]
22. 2024 — За Туманами[146]
23. 2025 — Весел и свеж (совместно с DJ Antonio)
24. 2025 — Venom Boy (совместно с 5opka)[147]

### Сборники и переиздания
1. 1993 — С тобой (LD)
2. 1993 — Don’t Be Afraid. Дуэт BAROQUE (single)
3. 1994 — До завтра[148]
4. 1995 — CD — Single (Выпью до дна, Прощай моя блондинка, Сто ночей)
5. 2000 — Звёздная коллекция
6. 2003 — The Best
7. 2004 — Страх полёта
8. 2004 — Лучшие песни
9. 2007 — Лучшие песни (Новая коллекция)
10. 2008 — Золото
11. 2010 — PIANOMANIA Best
12. 2011 — PIANOMANIA Classic
13. 2015 — PIANOMANIA Trilogy (Страх полёта, PIANOMANIA, Panacea)
14. 2015 — Золотой рассвет
15. 2015 — Золотой рассвет (LD)
16. 2016 — Зовут тебя красивым именем
17. 2018 — Best (30 лет. Лучшее)
18. 2021 — Я тебя знаю (Дмитрий Маликов Трибьют)
19. 1987—1998 — История в музыке. Том 1
20. 1996—2007 — История в музыке. Том 2

### DVD
1. 2003 — Love Story
2. 2006 — С чистого листа
3. 2007 — Экранизация
4. 2007 — PIANOMANIA (Инструментальный концерт Pianomania 11 февраля 2007 года)
5. 2007 — PIANOMANIA в Оперетте
6. 2008 — Золото
7. 2015 — Золотой Рассвет

## Фильмография
- 1992 — Увидеть Париж и умереть — Юрий Орехов
- 1996 — Старые песни о главном 2 — учитель физики
- 1997 — Старые песни о главном 3 — певец на танцплощадке
- 2000 — Старые песни о главном. Постскриптум — «Бьорн Ульвеус»
- 2005 — 2006 — Моя прекрасная няня — камео (103 серия «Любовь и супчик» / 133 серия «Долгожданная свадьба!»)
- 2006 — Здрасьте, я ваше папо — камео (19 серия)
- 2008 — И всё-таки я люблю… (Композитор фильма)
- 2024 — Звёзды в Сибири — камео

## Музыкальные видео
- 1989 — «До завтра»
- 1989 — «Студент»
- 1989 — «Брачный кортеж»
- 1990 — «Ты моей никогда не будешь»
- 1990 — «Всё вернётся»
- 1990 — «Сторона родная»
- 1992 — «Спой мне»
- 1994 — «Нет, ты не для меня»
- 1994 — «Иди ко мне»
- 1995 — «Золотой рассвет»
- 1995 — «Выпью до дна»
- 1996 — «Ты не прячь улыбку»
- 1997 — «Ты одна, ты такая»
- 1997 — «Лола»
- 1998 — «Звезда моя далёкая»
- 1998 — «Ещё, ещё»
- 1998 — «Странная судьба»
- 1998 — «Если я останусь один»
- 1999 — «До утра»
- 1999 — «С днём рождения, мама»
- 2000 — «Бисер»
- 2000 — «Отпусти XX век»
- 2001 — «Птицелов»
- 2001 — «Love story»
- 2001 — «Снежинка» (feat «Дайкири»)
- 2002 — «Ты одна, ты такая» (feat «Банда Андрюха»)
- 2002 — «Шёпотом»
- 2003 — «Чёрный дрозд и белый аист»
- 2004 — «Не скучай»
- 2005 — «С чистого листа»
- 2006 — «Если»
- 2007 — «Нравишься ты мне» (feat Елена Есенина)
- 2008 — «Не говори прощай»
- 2009 — «Моя-моя»
- 2009 — «Радиоосень»
- 2011 — «Два пистолета»
- 2011 — «Одиссей»
- 2011 — «Мой отец» (feat. Владимир Пресняков)
- 2012 — «О суете»
- 2012 — «Тихо падает снег» (feat. Жанна Фриске)
- 2013 — «Panacea -part 2»
- 2013 — «Я так скучаю по тебе»
- 2014 — «Лети»
- 2015 — «По имени»
- 2017 — «Спроси у своей Мамы» (feat. MC Хованский)
- 2017 — «Приглашение на VK Fest» (feat. MC Хованский)
- 2017 — «Самый лучший шеф» (feat. MC Хованский)
- 2017 — «Ты один, ты такой» (feat. MC Хованский, Ида Галич)
- 2017 — «Император Твиттера»
- 2017 — «Облаками»
- 2017 — «Как не думать о тебе»
- 2017 — «Под бой курантов» (feat. MC Хованский)
- 2018 — «Последний романтик» (Dj Antonio Remix)
- 2018 — «Отпусти меня» (feat. Витя АК)
- 2018 — «Всё будет» (feat. Astero)
- 2019 — «Влюблённые» (feat. Анна Седокова)
- 2019 — «Танцуй моя любовь»
- 2020 — «Вместе веселей»
- 2020 — «Песня о далёкой Родине» (из телефильма «Семнадцать мгновений весны»)
- 2021 — «Мир без твоей любви»
- 2021 — «Девочка»
- 2022 — «Индикатор»
- 2022 — «Летучий Голландец»
- 2022 — «Мы ещё встретимся»
- 2022 — «Ночное такси»
- 2022 — «Здравствуй, Новый Год»
- 2023 — «Волшебная моя»
- 2023 — «Перекрёсток» (Rework)
- 2024 — «Слёзы Питера»
- 2024 — «За туманами»
- 2024 — «Сокольники»
- 2025 — «Я тебе соврал» (feat. Lida)

## Награды и звания

#### Премия «Золотой граммофон»
Дмитрий Маликов является лауреатом национальной музыкальной премии «Золотой граммофон» за исполнение песен:
- 1996 — «Перекрёсток»
- 1997 — «Ты одна, ты такая»
- 1998 — «Звезда моя далёкая»
- 1999 — «С днём рожденья, мама!»
- 2001 — «Птицелов»
- 2002 — «Love Story»
- 2003 — «Кто тебе сказал?»
- 2005 — «С чистого листа»
- 2015 — «Ты одна, ты такая» (Юбилейная церемония)
- 2019 — «Всё будет» (дуэт с Astero)
- 2021 — «Мир без твоей любви»
- 2022 — «Ночь расскажет»
- 2023 — «Волшебная моя»
- 2024 — «Когда-нибудь»

#### Другие награды и призы
- Участник и лауреат фестиваля «Песня года» (1989—2009, 2012, 2022, 2024)[3].
- Лауреат Международной музыкальной премии The World Music Awards в номинации «Самый продаваемый российский артист» (1995)[7].
- Заслуженный артист Российской Федерации (указ Президента РФ от 22 ноября 1999 года)[31]
- Лауреат премии «Овация» в номинации «За интеллектуальный вклад в развитие молодёжной музыки» (2000)
- Лауреат премии «Овация» в номинации «Лучший певец» (2007)
- Лауреат премии имени А. С. Попова в номинации «Радиохит» (2007)[37]
- Лауреат премии Российского авторского общества «За вклад в развитие науки, культуры и искусства» (2008)[149]
- Народный артист Российской Федерации (указ Президента РФ от 25.05.2010 № 643)[1]
- Благодарственное письмо главы города Пермь (2012)[150]
- Заслуженный артист Республики Адыгея (2013)
- Медаль Кемеровской области «За веру и добро» (распоряжение губернатора области А. Г. Тулеева, 2013)
- Народный артист Республики Северная Осетия-Алания (указ Главы Республики № 98 от 19 мая 2015 года)
- Орден Дружбы (2015)[2]
- Народный артист Республики Карачаево-Черкессия (указ врио главы республики № 133 от 6 сентября 2016 года)
- Медаль «За содействие» (Росгвардия, 25 июня 2018 года)[151]
- Премия «Top Hit Music Awards» в номинации «Радио возвращение года» (2019)[152]
- Благодарность губернатора Орловской области (2019)[153]
- Премия RU.ТV 2023 — За вклад в развитие музыкального бизнеса